# Căpitan la cincisprezece ani
Căpitan la cincisprezece ani (franceză Un capitaine de quinze ans) este un roman de aventuri de Jules Verne, apărut între 1 ianuarie și 15 decembrie 1878, în Magasin d'éducation et de récréation, iar apoi în format mare în același an. El tratează problema sclaviei, în primul rând cea a comerțului cu sclavi, îndeosebi cel practicat de alți africani.

## Rezumat
Tânărul orfan Dick Sand este mus (elev marinar) la bordul bricului-goeletei Pilgrim, comandată de căpitanul Hull. După un sezon slab de pescuit, baleniera pleacă din Noua Zeelandă pentru a reveni în America.
În cursul călătoriei de întoarcere se petrec două evenimente cruciale. Primul îl constituie descoperirea unei epave, de la bordul căreia sunt recuperați cinci negri supraviețuitori, precum și câinele Dingo. Al doilea eveniment are ca punct de plecare incapacitatea căpitanului Hull de a rezista tentației de a vâna un cetaceu. Vânătoarea ia o turnură tragică: barca vânătorilor se scufundă, iar tânărul orfan rămâne singurul marinar la bord, alături de soția armatorului, Doamna Weldon, fiul ei, Jack, vărul ei, entomologul Bénédict, negrii salvați și bucătarul Negoro.
Întreaga călătorie de întoarcere va constitui o ocazie pentru Dick Sand de a se dezvolta din punct de vedere moral și de a-și dovedi limitele fizice, să facă față unor situații deosebit de periculoase și să reziste amenințării constituite de perfidul Negoro, enigmaticul bucătar de la bord. Acesta reușește la un moment dat să defecteze singura busolă de la bordul vasului, conducându-l nu spre Statele Unite, ci spre coastele Africii.
Ajunși acolo, Negoro se întâlnește cu un prieten de-al său, negustorul de sclavi Harris, cei doi punând la cale un plan pentru vânzarea negrilor ca sclavi. Inocenții naufragiați cred că se află pe coastele Americii de Sud, dar Bénédict constată tot mai multe nepotriviri între vietățile care ar trebui să se afle pe aceste meleaguri și cele pe care le întâlnește în realitate. În cele din urmă, misterul este revelat și, după ce trec printr-o serie de peripeții în care viața lor e pusă în pericol, supraviețuitorii reușesc să scape și să îi salveze pe negri de la soarta crudă a sclaviei.
Ei ajung în sfârșit la San Francisco și acolo fac un toast în numele lui Dick Sand "Căpitan la 15 ani ".

### Capitolele cărții
| - Capitolul I. - Bricul-goeletă Pilgrim - Capitolul II. - Dick Sand - Capitolul III. - Epava - Capitolul IV. - Supraviețuitorii de pe Waldeck - Capitolul V. - S.V. - Capitolul VI. - O balenă în zare - Capitolul VII. - Pregătiri - Capitolul VIII. - Jubartul - Capitolul I. - Căpitanul Sand - Capitolul X. - Cele patru zile care au urmat - Capitolul XI. - Furtuna - Capitolul XII. - La orizont - Capitolul XIII. - Pământ! Pământ! - Capitolul XIV. - Ce era de făcut - Capitolul XV. - Harris - Capitolul XVI. - La drum - Capitolul XVII. - O sută de mile în zece zile - Capitolul XVIII. - Groaznicul cuvânt | - Capitolul I. - Negoțul de sclavi - Capitolul II. - Harris și Negoro - Capitolul III. - Pe drumul de înapoiere - Capitolul IV. - Groaznicele drumuri ale Angolei - Capitolul V. - Lecție despre furnici ținută într-un furnicar - Capitolul VI. - Clopotul scafandrului - Capitolul VII. - O tabără pe malurile Coanzei - Capitolul VIII. - Câteva însemnări ale lui Dick Sand - Capitolul IX. - Kazonde - Capitolul X. - O zi de mare târg - Capitolul XI. - Un punch oferit regelui din Kazonde - Capitolul XII. - O înmormântare regească - Capitolul XIII. - Într-o factorie - Capitolul XIV. - Vești despre doctorul Livingstone - Capitolul XV. - Unde poate duce o manticoră - Capitolul XVI. - Un mgannga - Capitolul XVII. - În voia curentului - Capitolul XVIII. - Diferite întâmplări - Capitolul XIX. - S.V. - Capitolul XX. - Încheiere |

## America de Sud sau Africa
Defectarea busolei face imposibilă pentru Dick Sand stabilirea exactă a poziției navei. Astfel, deși suspectează că drumul parcurs pe ocean a fost mai lung decât era cazul, nu poate fi sigur de nimic, mai ales că o furtună i-a abătut de la calea pe care o urmau. În consecință, deși acostează pe coasta africană a Angolei, îl crede pe cuvânt pe Harris, care le spune că au ajuns în Bolivia americană, la marginea deșertului Atacama. În continuare, Jules Verne se folosește de această neînțelegere pentru a prezenta în paralel diferențele dintre cele două continente din punct de vedere al reliefului, al florei și al faunei.
Călătorii descoperă o serie de elemente caracteristice Africii, cărora Verne le opune explicațiile lui Harris, care încearcă să facă paralele cu continentul american. Jack, căruia Dick îi promisese că îi va arăta arbori de cauciuc și colibri, foarte răspândiți în America de Sud, este dezamăgit de lipsa lor, dar Harris îl asigură că le va întâlni mai târziu - lucru care nu se întâmplă.
La rândul său, tânărul căpitan știa că pampasurile, pe care se presupunea că le străbăteau urmându-l pe Harris aveau anumite caracteristici: „apa și pietrele erau inexistente, copacii la fel; abundența scaieților în timpul anotimpului ploilor, scaieți care se transformau în arbuști și formau adevărate hățișuri de netrecut, apoi, de asemenea arbori pitici, arbuști cu spini - toate acestea oferind acelor câmpii un aspect arid și pustiu. Or, nimic din toate acestea nu era astfel”. Explicația lui Harris este aceea că zona străbătută de ei este un ținut care îl uimește și pe el.
Nepotrivirile se înmulțesc pe măsură ce călătorii înaintează prin ținut. Ei întâlnesc girafe originare din Africa (despre care Harris se străduiește să îi convingă că sunt struți nandu), arborele de chinină specific Americii de Sud lipsește cu desăvârșire, iar vărul Bénédict este mușcat de o muscă țețe, „acel faimos dipter care face onoare unui întreg ținut și, până acum, încă nu s-a descoperit [...] în America”.
Acestor elemente li se adaugă urmele trecerii unor elefanți și deranjarea unor hipopotami lângă un râu cu ierburi dese, precum și răgetele unui leu, toate animale care nu trăiesc în America de Sud. În cele din urmă, negrul Tom - care fusese făcut sclav la șase ani - recunoaște lângă o fermă furcile și lanțurile cu care se leagă sclavii, deși Harris le dăduse asigurări că „în Bolivia nu avem sclavi”. Partea întâi a romanului se încheie cu exclamația plină de durere care marchează recunoașterea locului: „Africa! Africa Ecuatorială! Africa neguțătorilor de sclavi!”

## Teme abordate în cadrul romanului
- Ucenicia dureroasă a responsabilității vieții adulte (musul Dick Sand trebuie să își asume conducerea balenierei Pilgrim după dispariția căpitanului Hull); tema este prezentă și în eroii din Prichindel și Doi ani de vacanță.
- Călătoria inițiatică, temă împrumutată din legendele grecești, în care călătoria este sinonimă cu inițierea vieții.
- Descoperirea entomologiei (cu ajutorul vărului Bénédict) și prezentarea savantului excentric și dezinteresat de lucrurile materiale (asemenea lui Paganel din Copiii căpitanului Grant).
- Condamnarea sclaviei (temă prezentă și în Aventurile a trei ruși și trei englezi în Africa Australă și, mai ales, în Nord contra Sud).
- Cultura antropofagă a popoarelor africane (temă omniprezentă în romanele verniene în care acțiunea se petrece în Africa, Polinezia sau Australia).
- Răzbunarea (câinele Dingo sare la gâtul lui Negoro, care îl asasinase pe Samuel Vernon, stăpânul său).

## Lista personajelor
| - Dick Sand - Actéon - Alvez - Austin - Bat - Vărul Bénédict - entomolog - Coïmbra - Dingo - câinele lui Samuel Vernoon, foarte devotat stapânului său - Halima - Harris - Hercule - Howik - Căpitanul Hull | - Ibn Hamis - Moina - soția regelui Moini Loungga - Moini Loungga - regele băștinașilor din satul Kazonde - Munito - Nan - Negoro - Tipo-Tipo - Tom - Samuel Vernon - Jack Weldon - James-W. Weldon - Dna. Weldon |

## Adaptări
- Căpitan la 15 ani (1945), regia Vasili Juravliov
- 1973 – Căpitan la 15 ani, bandă desenată de Nicu Russu, Ed. Stadion, 32 pag.
- Compania Electrecord, România a lansat teatrul radiofonic pe disc de vinil Căpitan la 15 ani

## Traduceri în limba română
- perioada interbelică – Un căpitan de cincisprezece ani (2 vol.), Ed. Cugetarea, 268 pag.
- perioada interbelică – Un căpitan de cincisprezece ani, Ed. Națională-Ciornei, 204 pag.
- 1954 – Căpitan la 15 ani, Ed. Tineretului, traducere Simona Schileru și Anghel Ghițulescu, 380 pag.
- 1960 – Un căpitan de 15 ani, Ed. Tineretului, traducere Simona Schileru și Anghel Ghițulescu, 348 pag.
- 1970 – Căpitan la cincisprezece ani (2 vol.), Ed. Ion Creangă, „Biblioteca pentru toți copiii”, nr. 4-5, traducere Simona Schileru și Anghel Ghițulescu, 480 pag.
- 1980 – Căpitan la cincisprezece ani, Ed. Ion Creangă, Colecția „Jules Verne”, nr. 26, traducere Simona Schileru și Anghel Ghițulescu, 300 pag.
- 1993 – Căpitan la 15 ani, Ed. Regis, 320 pag.
- 2002 – Căpitan la 15 ani, Ed. Corint, traducere Traian Fințescu, 392 pag., ISBN 973-9413-31-5
- 2004 – Căpitan la 15 ani, Ed. Corint Junior, traducere Traian Fințescu, 528 pag., ISBN 973-86880-3-5
- 2004 – Căpitan la cincisprezece ani, Ed. Herra, 384 pag., ISBN 973-7923-58-8
- 2007 – Căpitan la cincisprezece ani, Ed. Maxim Bit, 240 pag., ISBN 978-973-8976-95-5
- 2008 – Căpitan la 15 ani, Ed. Artemis și Semne, 160 pag.
- 2008 – Căpitan la cincisprezece ani, Ed. Cartex, 286 pag., ISBN 973-104-126-1
- 2008 – Căpitan la 15 ani, Ed. Corint Junior, traducere Traian Fințescu, 528 pag., ISBN 973-128-181-0
- 2009 – Căpitan la cincisprezece ani, Ed. Eduard, 480 pag., ISBN 978-973-1820-81-1
- 2009 – Căpitan la cincisprezece ani, Ed. Tedit F.Z.H., 206 pag., ISBN 973-8007-41-0
- 2010 – Căpitan la cincisprezece ani, Ed. Adevărul, Colecția „Jules Verne”, nr. 26, traducere Dan Starcu, 380 pag., ISBN 978-606-539-171-0